# فتح آباد (قائنات)
فتح آباد روستایی دربخش نیمبلوک شهرستان قائنات استان خراسان جنوبی ایران است.فاصله این روستا از شهر خضری دشت بیاض پنج کیلومتر می باشد. بر پایه سرشماری عمومی نفوس و مسکن در سال ۱۳۹۰ جمعیت این روستا ۱۵۵ نفر (در ۴۸ خانوار) بوده‌است.